# Томас Джексон
Томас Джонатан Джексон, з 1861 року відомий також під прізвиськом «Кам'яна Стіна» (англ. Thomas Jonathan «Stonewall» Jackson; 21 січня 1824, Кларксбург, США — 10 травня 1863, Гвінея-Стейшн, США) — американський воєначальник, генерал-лейтенант Конфедеративних Штатів Америки в роки Громадянської війни в США. Один з найталановитіших генералів Півдня і один з найзнаменитіших генералів в історії США .
У битві під Чанселорсвіллом 2 травня 1863 року був помилково поранений дозором конфедератів, позбувся руки та помер через 8 днів від пневмонії. Загибель Джексона вважається однією з причин невдач Північно-Вірджинської армії в ході подальшої Геттісбурзької кампанії та всієї подальшої війни. За свідченням генерала Гордона, Роберт Лі вважав загибель Джексона основною причиною поразки Конфедерації в Громадянській війні.

## Молоді роки

### Предки
Томас Джонатан Джексон був правнуком Джона Джексона (1715 або 1719–1801) та Єлизавети Каммінс, також відомої як Елізабет Комінгс та Елізабет Нідлс (1723–1828). Джон Джексон — ольстерський шотландець, уродженець Колерайн в графстві Лондондеррі. Він переїхав з Ірландії до Лондона, де був звинувачений у крадіжці 170 фунтів, за що судді Олд-Бейлі засудили його до 7 років заслання в Америці. Єлизавета народилася в Лондоні, вона також була звинувачена в крадіжці 19 злитків срібла та ювелірних виробів і отримала аналогічний вирок. У 1748 році їх обох відправили до Америки на судні «Лічфілд», що грав на той час роль «плавучої в'язниці». Джон та Елізабет познайомилися на борту і вже були закохані одне в одного до моменту прибуття в Аннаполіс, штат Меріленд. Їх відправили відбувати покарання в різні місця, проте одружилися 4 липня 1755 року.
Сім'я переселилася на захід за Блакитний хребет і в 1758 р. осіла поблизу Мурфілда, Вірджинія (зараз Західна Вірджинія). Згодом, у 1770 році вони переселилися ще далі на захід, в долину Тугарт, і почали скуповувати необроблену землю поблизу сучасного міста Букханнон, у тому числі 3000 акрів (12 км²) на ім'я Елізабет. Під час війни за незалежність Джон та два його сини вступили до Континентальної армії і брали участь у битві під Кінгс-Маунтеном 7 жовтня 1780 році. Джон закінчив війну капітаном і в подальшому служив лейтенантом вірджинського ополчення після 1787 року. Поки чоловіки були в армії, Елізабет перетворила їхній будинок в притулок для біженців, що рятувалися від нападів індіанців, — «Форт Джексон»
.
У подружжя було вісім дітей. Другим сином був Едвард Джексон (1 березня 1759 — 25 грудня 1828), а третім сином Едварда був Джонатан Джексон, батько Томаса (25 вересня 1790 — 26 березня 1826).

### Дитинство
Томас Джексон був сином прокурора Джонатана Джексона (1790—1826) та Джулії Беквіт Джексон, уродженої Ніл (1798–1831), які були корінними вірджинцями. Вони назвали сина на честь діда по материнській лінії. Сестра Томаса, Елізабет, померла від черевного тифу у віці 6-ти років 6 березня 1826 року, а згодом від тієї ж хвороби помер його батько. Через день після смерті батька у Томаса народилася сестра Лора-Енн. Джулія Джексон залишилася вдовою у 28 років, маючи безліч боргів та трьох дітей на руках, тож для того, щоб розплатитися з боргами, вона змушена була продала родинні володіння і переселитися в знімну кімнату. Близько 4-х років Джулія підробляла шиттям та приватними уроками.
У 1830 році Джулія Джексон вийшла заміж удруге. Її новий чоловік, адвокат Блейк Вудсон, не любив прийомних дітей, а тому фінансові проблеми не припинялися. На наступний рік народився єдиноутробний брат Томаса, але Джулія померла від ускладнень, і в результаті троє її дітей залишилися сиротами. Джулія була похована в безіменній могилі, у дешевій труні на кладовищі Уестлейк, поблизу сучасного міста Анстед (Західна Вірджинія).

### Робота в Джексонс-Мілл

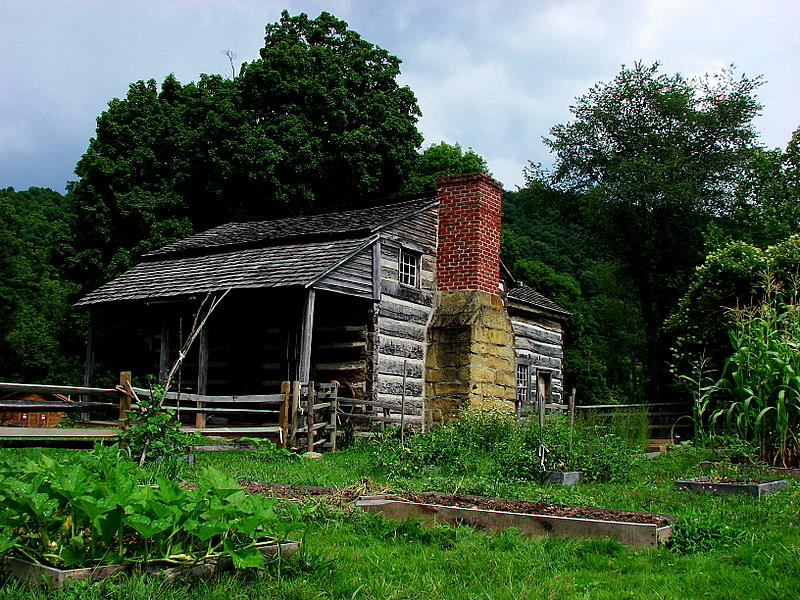
Млин Джексона у 2007 році

Коли здоров'я матері почало погіршуватися, Джексона разом із сестрою Лорою-Енн відправили жити до дядька Каммінса Джексона (названий за прізвищем бабусі — Єлизавети Каммінс) — орендаря солодового млину в Джексонс-Мілл (знаходиться поблизу містечка Вестон в окрузі Льюїс, Західна Вірджинія). Їхній старший брат Воррен поїхав жити до інших родичів, а потім помер від туберкульозу в 1841 році у віці 20 років. У листопаді 1831 року Томас із сестрою повернулися додому, щоб побути біля вмираючої матері. В цілому вони прожили 4 роки в Джексонс-Мілл, після чого розділилися: Лору відправили в сім'ю її матері, а Джексона — до сестри батька, тітки Поллі, та її чоловіка Ісаака Брейка, які жили на фермі в 4-х милях від Кларксбега. Брейк погано ставився до Джексона, Томас цілий рік виносив його образи, а потім втік від нього. Коли родичі порадили йому повернутися до тітки Поллі, він відповів: «Можливо, я повинен так вчинити, але я не повернуся». Він пройшов горами 18 миль і повернувся в Джексонс-Мілл, де його з радістю зустрів дядько й де Джексон прожив ще цілих сім років.
Томас ставився до Каммінса Джексона як до свого вчителя. Він працював разом з ним на фермі, пас овець та биків і допомагав збирати врожай. Він по можливості відвідував школу, але повноцінної освіти не отримав. В основному він займався самоосвітою. Один із рабів його дядька приносив йому соснові скіпки для читання книг по ночах, а в обмін Джексон таємно вчив його писати (таємно — оскільки після повстання Ната Тернера 1831 року вірджинські законодавці заборонили навчати негрів читанню та письму). Згодом негр утік до Канади.

## Військова кар'єра

### Вест-Пойнт

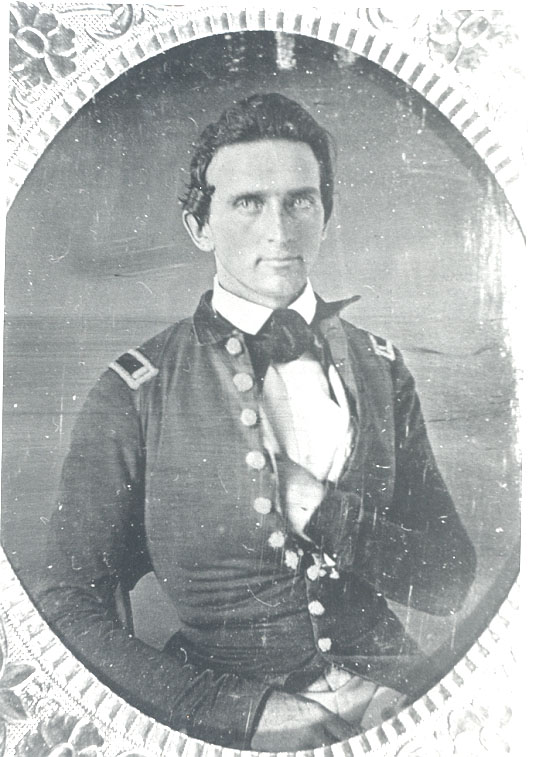
Джексон у 1847 році у формі лейтенанта

У 1842 році у військовій академії Вест-Пойнт відкрилася вакансія для однієї людини від конгресного округу, до якого належало місто Кларксберг (посланий від округу кадет раптово покинув академію). Через вірджинського конгресмена Самуеля Гайса Джексону вдалося домогтися затвердження своєї кандидатури у військового секретаря, і в підсумку в липні 1842 року він був зарахований на навчання.

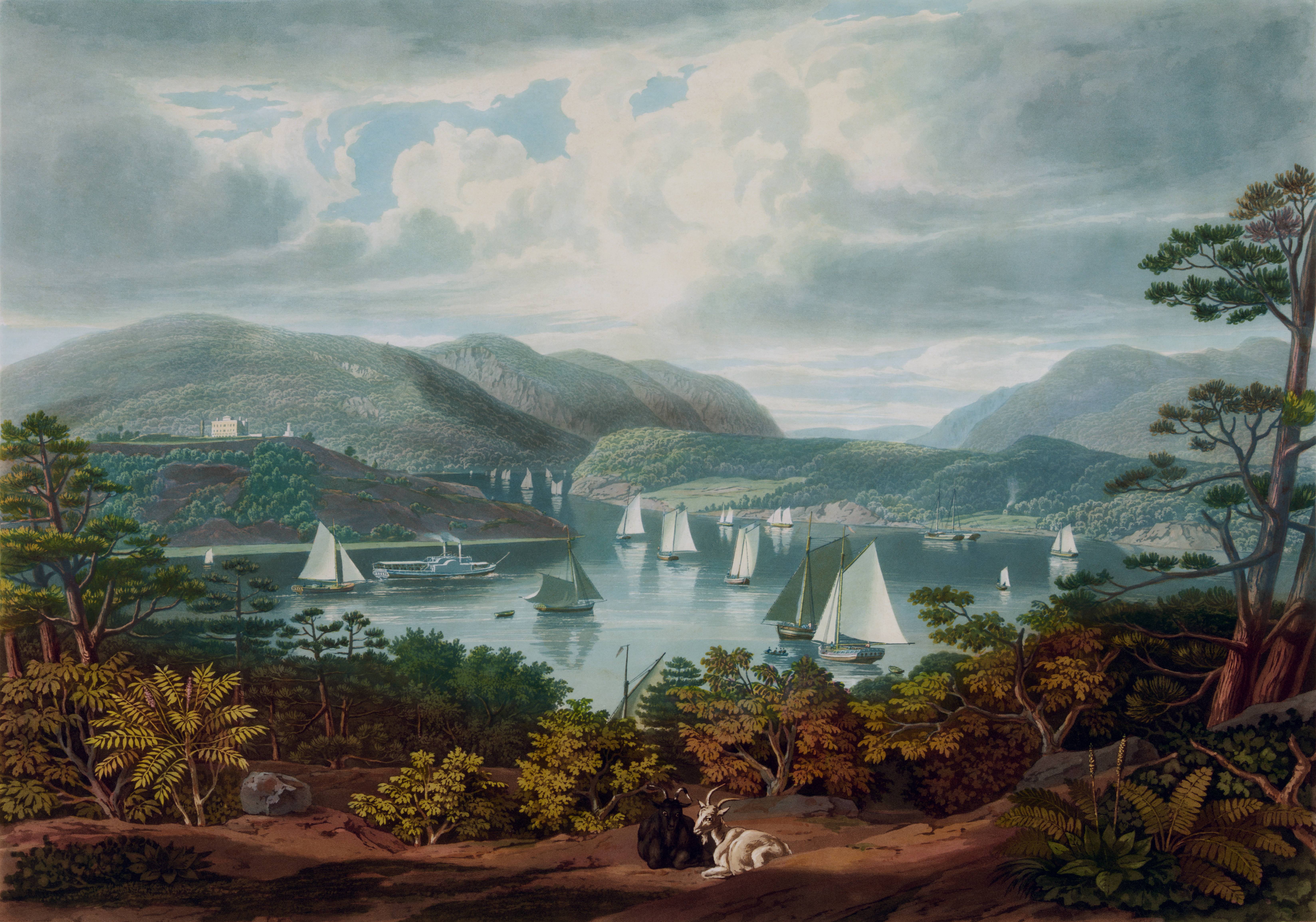
Вест-Пойнт у 1831 році

Через недостатню початкову освіту у Джексона були деякі проблеми зі вступними іспитами, і перший час він сильно відставав від інших кадетів, але, проявивши властиві йому завзятість та працьовитість, Джексон з часом став одним з найкращих учнів. Він закінчив Академію 17-м з 59-ти кадетів. Говорили, що якби він провчився ще б рік, то отримав би перше місце. Джексону довелося вчитися в тому самому знаменитому класі, де друге місце при випуску зайняв майбутній генерал Союзу та суперник Лінкольна на виборах 1864 року Джордж Макклелан, а останнє — Джордж Пікетт. Перші роки Джексон жив в одній кімнаті з Джорджем Стоунманом, згодом — кавалерійським генералом Півночі та губернатором Каліфорнії, який був одним з його небагатьох друзів; згодом його однокласник Даріус Кауч писав, що Стоунман та Джексон були друзями: в чомусь дуже схожими, а в чомусь дуже різними, обидва були стриманими, мовчазними й ненав'язливими.

### Мексиканська війна
Коли Джексон закінчив академію, почалася Американо-мексиканська війна, і його відправили на фронт у тимчасовому званні другого лейтенанта в 1-й артилерійський полк. Його першим серйозним боєм стала облога Веракруса, де його полк був задіяний при обстрілі міста. 18 березня була завершена споруда облогових батарей, і після декількох днів бомбардування, 27 березня, фортеця капітулювала. Джексон брав участь у боях при Сьєрра-Гордо, Контерасі, Чапультепеке та Мехіко. Отримав постійне звання другого лейтенанта і два тимчасових підвищення: до капітана за Контерас та Чурубуско (20 серпня 1847 року) і до майора за Чапультепек (13 вересня 1847 року). У Мехіко він вперше зустрів Роберта Лі.

При штурмі Чапультепека батарея Джексона потрапила в скрутне становище: загинуло багато артилеристів та коней. Джексон намагався особистим прикладом надихнути своїх людей: 
|  | Снаряди і кулі свистіли навколо, вражаючи людей та коней. Солдати здригнулися. Щоб утримати їх на позиції, Джексон пройшовся взад і вперед по дорозі до форту, кричачи: «Тут немає ніякої небезпеки! Бачите? Я цілий! » |

Однак це не допомогло. Командування наказало відвести батарею, але Джексон відмовився виконати наказ про відступ, який визнав «неправильним». Він зміг пояснити, що в даному випадку відступати небезпечніше, ніж продовжувати артилерійську дуель, і сказав, що якщо йому дадуть 50 солдат-ветеранів, то він зможе взяти мексиканські укріплення. Його оцінка виявилась правильною.
Проявивиши того разу завзятість, він поступився командуванню в іншому випадку — коли теж визнав наказ «неправильним»: при обстрілі цивільного населення Мехіко після того як мексиканська влада не здала місто на вимогу американської армії. За попередній епізод та дальші напористі дії проти мексиканської армії, 13 вересня 1847 року він отримав тимчасове підвищення до майора.
Після війни Джексон був направлений у Форт-Гамільтон на острові Лонг-Айленд, де став командиром роти «К». 29 квітня 1849 року він був охрещений у єпископальній церкві Сент-Джон . У грудні 1850 року його перевели у Форт-Мід у Флориді.
29 лютого 1852 року Джексон звільнився з армії .

### Лексінгтон
Весною 1851 року Джексон став викладачем у Вірджинському військовому інституті в Лексінгтоні. Це призначення влаштував Деніель Гілл, який викладав в Вашингтон-Коледжі у тому ж Лексінгтоні і порадив суперінтендантові академії взяти Джексона на це місце.
Оскільки того літа казарми інституту були ще недобудованими, то Джексон, щоб зайняти кадетів, відправив їх у піший марш по території штату. За місяць його кадети пройшли більше ста кілометрів .
Він став професором натуральної та експериментальної філософії і артилерійським інструктором. Він любив артилерію, і генерал Тальяферро згодом згадував: "Артилерія завжди була улюбленою стороною його професії. Він любив свої гармати, і до тих невеликих бронзових гармат, з якими займалися його кадети, він ставився з трепетом матері, що виводить у світ своїх юних сором'язливих дочок ".
У тому ж інституті викладав Релей Колстон, згодом — підлеглий Джексона. Одним із студентів Джексона був Джеймс Вокер, з яким 4 травня 1852 року у Джексона трапився конфлікт, Вокер викликав Джексона на дуель, за що був виключений з інституту. Згодом, в роки війни, він став одним з найздібніших командирів у дивізії Джексона.
Іншим його учнем був Джеймс Лейн, майбутній бригадний генерал Конфедерації, солдати якого помилково застрелять Джексона 2 травня 1863 року.
Згідно популярної в академії історії одного разу суперінтендант інституту викликав Джексона в кабінет. Останній з'явився вчасно, проте у суперінтенданта виявилася термінова справа, тому він попросив Джексона почекати і пішов. Він був відсутній довше, ніж планував, і, вирішивши, що Джексон його вже не чекає, не став повертатися в кабінет. Повернувшись на наступний ранок, він виявив, що Джексон чекає його в тому ж самому кріслі, що і минулого вечора. Джексон пояснив, що сприйняв прохання почекати як наказ, а він завжди виконував накази.
Джексон був суворим та жорстким професором, проте таланту учителя у нього не було. Суперінтендант академії зазначав, що Джексон "зовсім не вчитель, і йому не вистачає такту в спілкуванні з класом. Кожен офіцер і кожен кадет поважає його достоїнства. Він хоробра людина, сумлінна людина, хороша людина, але він не професор ".
Саме в Лексінгтоні сформувався його релігійний світогляд. Він став членом громади пресвітеріанської церкви, а згодом дияконом цієї ж церкви.
У перші ж роки життя в Лексінгтоні Джексон познайомився з Елеонорою «Еллі» Джанкін, батько якої був президентом Вашингтонського коледжу (пізніше названий Університетом Вашингтона та Лі) в Лексінгтоні. Вони разом викладали в недільній школі при пресвітеріанській церкві. Ізабелла Гілл, дружина Деніеля Харві Гілла, виступила в ролі свахи, і при її посередництві Джексон одружився з Елеонорою 4 серпня 1853 року. Вони вирушили у весільну подорож до Філадельфії, потім у Вест-Пойнт та до Ніагарського водоспаду, однак згодом Еллі померла під час невдалих пологів 22 жовтня 1854 року.
Джексон був приголомшений смертю дружини і сина, він пробував зосередитися на викладанні та на церковних зборах. У тому ж році він вирішив створити недільну школу при пресвітеріанській церкви, яку могли б відвідувати раби та вільні негри Лексінгтона. Влітку 1856 р. він взяв відпустку на 3 місяці і здійснив подорож до Європи. Після подорожі Джексон одружився знову в 1857 році. Мері Енн Моррісон була родом з Північної Кароліни, де її батько був першим президентом Девідсон-коледжу. 30 квітня 1858 р. у них народилася дочка Мері Грехем, проте дитина померла місяць по тому. Друга дочка народилася в 1862 р. році, незадовго до смерті батька. Джексони назвали її Джулія Лора.

## Громадянська війна

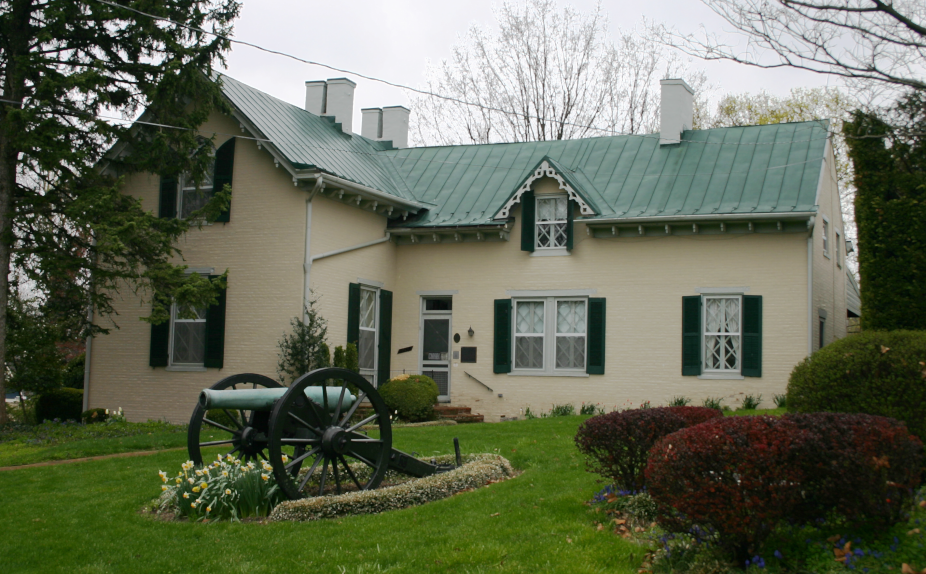
Будинок полковника Льюїса Мура, в якому розташовувався штаб Джексона у Вінчестері (2007 р.)

Коли розпочалася громадянська війна, кадетам академії було наказано вирушити до Річмонда, і 21 квітня 1861 р. Джексон на чолі загону кадетів покинув академію. У Річмонді йому було присвоєне звання полковника, і він став тренувати рекрутів для армії Конфедерації. 27 квітня 1861 р. губернатор Вірджинії Джон Летчер наказав полковнику Джексону прибути в Харперс-Феррі і прийняти командування бригадою, яка складалася з п'яти Вірджинських полків:
- 2-й Вірджинський полк (полковник Аллен).
- 4-й Вірджинський полк (полковник Джеймс Престон).
- 5-й Вірджинський полк (полковник Кентон Гарпер).
- 27-й Вірджинський полк (полковник Джон Ечолс).
- 33-й Вірджинський полк (полковник Каммінгс)[35]..

Ця бригада і стала в майбутньому знаменитою «Бригадою Кам'яної Стіни». Всі полки бригади були набрані в долині Шенандоа, і штаб Джексона розмістився в тому ж місці (у Вінчестері). Джексон став відомий як прихильник жорстких тренувань, він вважав, що дисципліна — головне для успіху в бою. Наприкінці квітня 1861 року в долині Шенандоа була сформована невелика армія Шенандоа, яку 3 травня очолив Джексон, а 24 травня командування прийняв генерал Джонстон.
8 червня вірджинські ополченці Джексона були включені до складу армії Конфедерації. 17 червня, після рейду на Балтімор-Огайську залізницю, Джексон отримав звання бригадного генерала.

### Перша битва при Булл-Рані
У липні 1861 р. президент Лінкольн вирішив почати загальний наступ на Ричмонд. Основна армія, чисельністю 35 тисяч чоловік, 16 липня виступила з Вашингтона на Манассас, а армія генерала Паттерсона, чисельністю 18 000 чоловік, мала наступати в долині Шенандоа, де їй протистояла армія Шенандоа, чисельністю 11 000 чоловік. Не маючи можливості обороняти Харперс-Феррі, Джексон евакуював місто, але Паттерсон не виявив активності, і було вирішено непомітно відправити армію Шенандоа до Манассасу.
17 липня Джонстон отримав наказ відправити армію на допомогу генералу Борегару. Бригада Джексона була перекинута в Манассас залізницею і прибула на місце до вечора 19 липня, встигнувши взяти участь у першій битві при Булл-Рані. Бригада зайняла позиції на пагорбі Генрі і вступила в бій у той момент, коли 4-й Алабамський полк відступав під ударами солдат Союзу. Саме в той момент генерал Бернард Бі звернувся до відступаючого Алабамського полку зі словами: «Подивіться на бригаду Джексона, вона стоїть, як кам'яна стіна!» Прийнято вважати, що саме з цього моменту Джексон отримав прізвисько Stonewall — «Кам'яна стіна».
За іншою версією, Бі був незадоволений тим, що Джексон не йде на допомогу його полку, і сказав: «Джексон стоїть там, як чортова кам'яна стіна …» Хоча точно невідомо, вимовляв чи генерал Бі які-небудь слова.
|  | У мемуарах Беллі Бойд наводиться альтернативна версія цієї історії: «Стрілянина була спекотною, і південнокаролінський піхотний полк здригнувся та був близький до втечі. "Стійте, люди, стійте!" - крикнув полковник Бартоу гучним голосом. - "Дивіться на бригаду генерала Джексона, вони стоять міцно і нерухомо, як кам'яна стіна" ". |

У тій битві Джексону вдалося утримати пагорб Генрі, після чого Борегар наказав провести контратаку. Джексон звернувся до 4-го Вірджинського полку зі словами: «Не стріляйте, поки вони не підійдуть на 50 ярдів! Потім стріляйте і почастуєте їх багнетом! А коли підете в атаку, кричіть, як фурії!». Вважається, що саме так виник бойовий клич конфедератів (Rebel yell).
Згодом генерал Борегар писав про Джексона: «Його швидка, своєчасна поява на плато поблизу будинку Генрі і розумне розташування своїх частин вельми сприяло успіху того дня».
Джон Мосбі писав, що після битви Джексон хотів силами своєї бригади атакувати Вашингтон. «Цікаво, чи знають генерал Джонстон і генерал Борегар, як жорстоко вони (юніоністи) розбиті. Якщо вони мені дозволять, я вирушу зі своєю бригадою на Вашингтон цієї ж ночі».
4 листопада 1861 р. Джексону присвоєно звання генерал-майора за успіхи в Булл-Ранській битві . Йому доручено очолити бойові частини Конфедерації в долині Шенандоа, тому він передав «Бригаду Кам'яної Стіни» генералу Річарду Гарнетту. Прощаючись із бригадою, він вимовив знамениту «Прощальну промову», яка увійшла, зокрема, у фільм «Боги і генерали»:
Влітку того ж року отримав популярність двоюрідний брат Джексона, Вільям Лоутер Джексон, командир 31-го Вірджинського піхотного полку. За аналогією з родичем Вільям отримав прізвисько «Земляна стіна» (Mudwall). Згодом він командував 19-м Вірджинським кавалерійським полком.

### Експедиція в Ромні
Як командуючий військовим округом долини Джексон почав похід на місто Ромні, який вважається не найвдалішим в кар'єрі цього полководця і ледь не привів до його відставки. 1 січня 1862 р. Джексон взяв дивізію Лорінга та бригаду Едварда Джонсона, кількістю 9000 чоловік, та виступив у похід на місто Ромні у Західній Вірджинії. Незважаючи на важкі погодні умови, загін Джексона прийшов до Ромні 14 січня, проте федеральне командування евакуювало місто та вивезло всі припаси. Джексон залишив у Ромні дивізію Лорінга, а сам повернувся у Вінчестер.
Незадоволений Джексоном, генерал Лорінг написав листа уряду, який доставив у Річмонд Вільям Тальяферро. Президент Девіс визнав, що рішення генерала в Ромні було помилкою, а тому наказав Джексону повернути загін Лорінга у Вінчестер. 3 січня Лорінг покинув Ромні.
Обурений втручанням в його справи, Джексон 31 січня подав прохання про відхід з армії. Він попросив військового секретаря повернути його у військову академію, обіцяючи в іншому випадку звернутися до президента з проханням про відставку. У справу, відому як «інцидент Джексона-Лорінга», втрутився губернатор Вірджинії Летчер. Він перевів Лорінга в Джорджію та вмовив Джексона залишитися в армії. 6 лютого Джексон відізвав своє прохання, а 7 лютого вимагав притягти Лорінга до суду за непокору, проте уряд відхилив цей запит.
Учасник походу, генерал Тальяферро, згадував згодом, що в той час солдати недолюблювали Джексона:
|  | Важко заперечувати, що в той час Джексон був непопулярний серед солдатів та офіцерів навіть своєї бригади, оскільки секрет сили американського солдата був у його особистості, яка була природним наслідком американського громадянства ... Люди Джексона розмірковували і в ході цього процесу не вважали, що результати ромнійської кампанії виправдали принесені жертви. І лише їхнє спільне хрещення у вогні численних боїв, у яких їм незабаром довелося битися, та його абсолютна безстрашність змусили їх полюбити його ... |

### Кампанія в долині Шенандоа

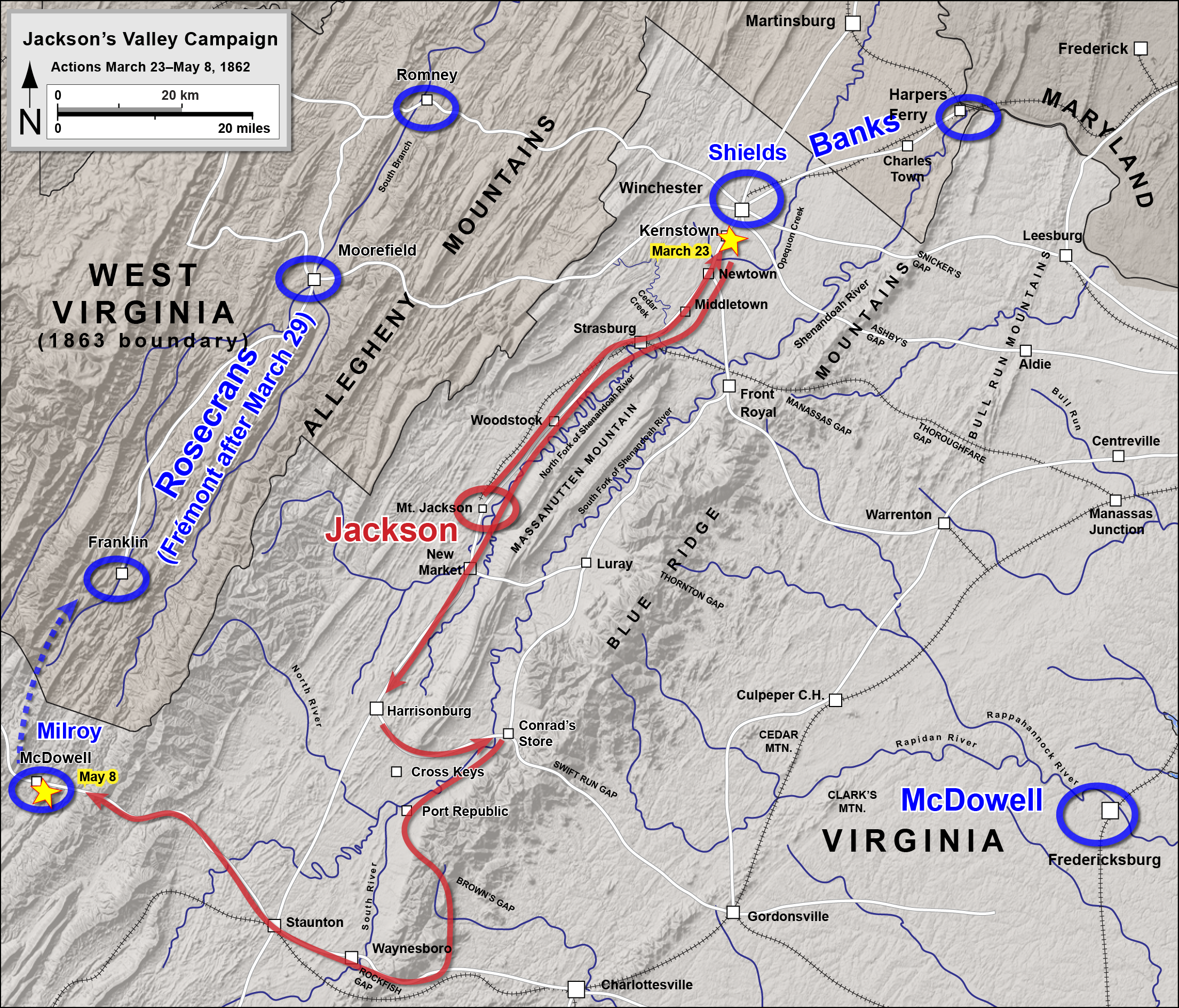
Кампанія у долині Шенандоа

Весною 1862 р. Потомакська армія генерала Макклелана висадилася на Вірджинському півострові та почала наступ на Річмонд, відомий як кампанія на півострові. Корпус Макдауелла знаходився в районі Манассаса, а загін Натанаеля Бенкса увійшов в долину Шенандоа. Джексону було доручено діяти в долині, щоб не пропустити Бенкса на південь і по можливості не дати Макдауеллу з'єднатися з Макклеланом. Дуглас Фріман помічав, що становище Півдня наприкінці квітня складалося дуже небезпечно: якби Бенкс та Фрімонт зв'язали Джексона та Юелла в долині, то армія Макдауелла змогла б легко прорватися до Річмонда.
Кампанія почалася з невдалого бою під Кернстауном 23 березня, коли Джексон через помилку розвідки атакував супротивника, який за чисельністю перевершував його вдвічі.
Виявивши, що він потрапив у складне становище, Джексон все ж таки вирішив продовжувати бій, проте бригада генерала Річарда Гарнетта на правому фланзі витратила всі боєприпаси, у зв'язку з чим Гарнетт відвів бригаду, що ініціювало відступ всієї армії Джексона. Джексон прийшов в обурення від того, що Гарнетт відступив без наказу, і в результаті 1 квітня віддав генерала під арешт. Суд над Гарнеттом розпочався лише 6 серпня, але через день був припинений зважаючи на початок Північно-Вірджинської кампанії. Гарнетт так і не зміг домогтися реабілітації до самої смерті під Геттісбергом.
Незважаючи на невдачу, факт знаходження Джексона в долині змусив Лінкольна утримати біля Вашингтона корпус Макдауелла. Майже 50 тисяч людей не змогли, таким чином, підтримати наступ Потомакської армії на Річмонд.
З'єднавшись з дивізією Юелла та Джонсона, загін Джексона виріс до 17 000 чоловік. Майстерно маневруючи, Джексон завдавав ударів по супротивнику, котрий переважав його втричі, проте його сили були розосереджені. Він розбив Бенкса при Фронт-Роял та в першій битві при Вінчестері.
26 травня (за кілька днів до початку битви при Севен-Пайнс) командування армії отримало повідомлення від Джексона:
Продовжуючи кампанію, Джексон уникнув пастки, яку планував особисто Лінкольн, розбив генерала Джона Фрімонта поблизу Крос-Кейс та генерала Шилдса при Порт-Репаблік. Кореспондент газети «Richmond Whig» писав 6 червня: "За один місяць Джексон зі своєю армією змусив втікати Мілроя, знищив Бенкса, зірвав плани Фрімонта та розбив Шилдса! Чи траплялася раніше така серія перемог, здобутих над переважаючим супротивником виключно завдяки безстрашності та чудовому командуванню? "
У цих боях армія Джексона пройшла понад 1000 кілометрів за 48 днів, за що отримала назву «пішої кавалерії». З приводу цієї назви один із солдатів Джексона згодом згадував: "Його люди довго потім були відомі як 'Піша кавалерія Джексона' через своїх довгі та швидкі марші. Ми часто йшли цілий день, цілий тиждень, а іноді й три тижні, дуже часто по 25 миль в день. Не думаю, що моя бригада коли-небудь проходила понад 30 миль без зупинки на відпочинок; але деякі полки старої дивізії проходили і по 40 миль з рідкісними зупинками по 10 хвилин. Ми часто йшли або билися цілий день, а в разі переслідування противника ще й всю ніч і частину наступного дня ".
Джексон врятував Річмонд від ударів з півночі та не дав Союзу перекинути підкріплення на Вирджнський півострів. 14 червня він запропонував посилити його армію до 40 000 та здійснити вторгнення на північ через долину Шенандоа, однак генерал Лі вирішив, що Джексон буде необхідний під Річмондом, і 16 червня послав йому листа з проханням відправити свою армію на з'єднання з основними силами Лі. Опівночі 18 червня Джексон почав марш до Річмонда.

### Семиденна битва

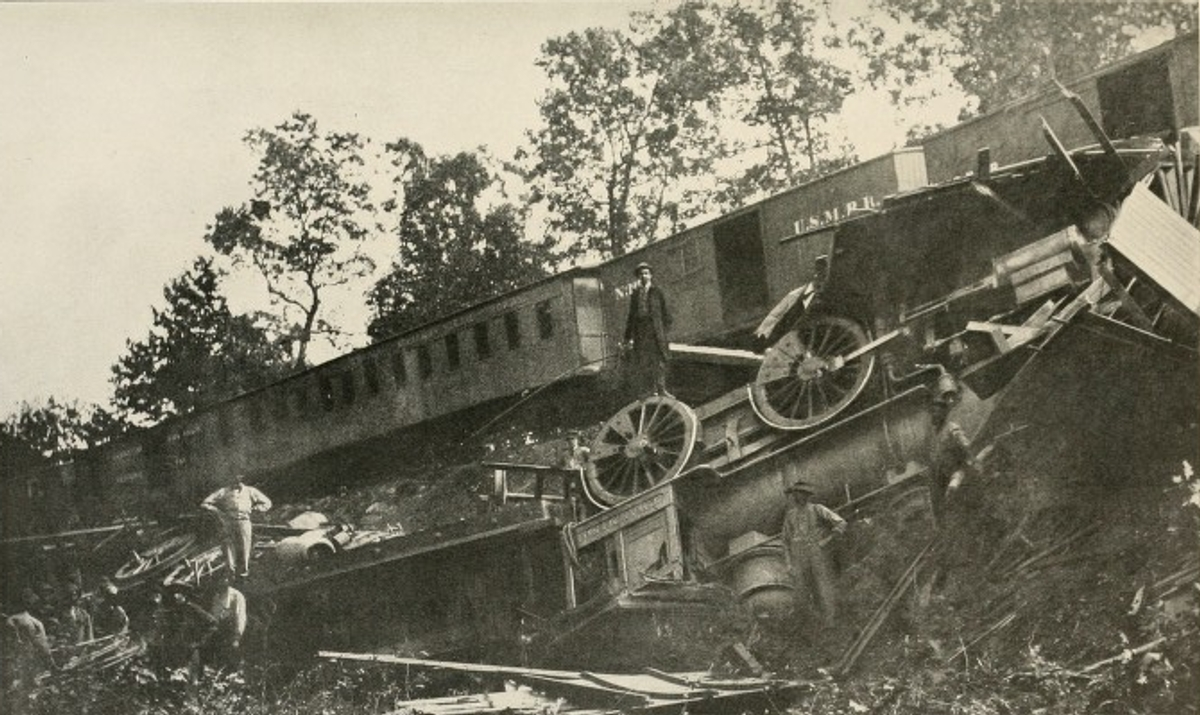
Федеральні потяги, спущені з рейок людьми Джексона на станції Манассас 26 серпня 1862 року

Опівдні 23 червня Джексон зустрівся з генералом Лі у будинку Мері Деббс на Найн-Майл-Роуд поблизу Річмонда. Там також зібралися Джеймс Лонгстріт, Емброуз Хілл та Деніель Хілл (родич Джексона). На цих зборах було узгоджено план наступальної битви, котра ввійшла в історію як Семиденна .
Участь у Семиденній битві — найзагадковіший епізод в біографії Джексона: його загін, зазвичай мобільний та оперативно діючий, цього разу чотири рази поспіль запізнювався на поле бою. Джексон прибув, коли в розпалі був бій на Бевердем-Крік, але він не направив війська в бій, а став облаштовувати табір, хоча виразно чув звуки бою. З цього приводу історик Галлахар писав, що марш з долини Шенандоа був занадто важкий, а можливості людей Джексона були небезмежні — вони не змогли зробити тих надлюдських зусиль, які від них вимагалися .
Наступного дня його дивізії заблукали та не встигли своєчасно підтримати наступ у битві при Геінс-Мілл. Втретє він застряг на переправі перед боєм поблизу Севедж-стейшн, цього разу він зайнявся ремонтом моста через Чікохаміні, незважаючи на наявність зручного броду. Проте самою незрозумілою була його поведінка 30 червня під час битви при Глендейлі. Джексон повинен був здійснювати тиск на ар'єргарди супротивника, однак він вийшов до болота Уайт-Оак-Свемп і там зупинився. В рапорті він пояснив це так: «Гучна канонада попереду показувала, що Лонгстріт вже вступив у справу, і від мене вимагалося рухатися вперед, але болотистий характер місцевості, зруйновані мости через болота та річку і сильні позиції супротивника не дозволили мені наступати раніше наступного ранку» . Він не пояснює, чому не скористався іншими переправами, які виявив Уейд Хемптон, або переправою Брекетс-Форд. Портер Александер, проаналізувавши рапорт Джексона, назвав його фарсом . На його думку 29 червня Джексон міг уникати битви зв своїх релігійних міркувань (станом на той день було свято воскресіння), а 30 червня просто не хотів посилати в бій стомлених людей.

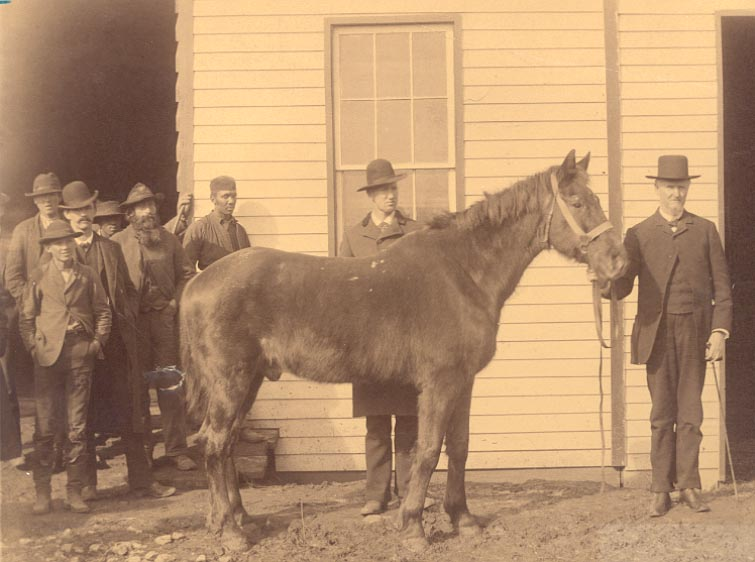
Бойовий кінь Джексона Літтл-Соррел

Таким чином, він чотири рази зривав плани генерала Лі, що спричинило за собою серйозні людські жертви в армії Конфедерації. Ці абсолютно незрозумілі вчинки стали основною причиною тактичних невдач армії Лі у Семиденній битві. Багато сучасників (наприклад, Портер Александер), як і інші історики, вважають Джексона головним винуватцем невдач того бою. «Джексон на Чікохоміні виявився зовсім не тим Джексоном, що був в Долині», — писав Джим Стемпель . «Якби Джексон бився так само завзято, як Хілл або Лонгстріт, то все пішло б інакше», — писав з цього приводу Дуглас Фріман, який також підводить підсумок: "В Семиденній битві Джексон терпів невдачу за невдачею. Він не прийшов на Бівердем-Крік, при Геінс-Мілл він виконав не більше, ніж було наказано, а то й менше. Він не зміг підтримати Магрудера у Саваж-Стейшн, що взагалі незбагненно, а причини, через які він не зміг перейти Уайт-Оак-Свемп, залишаються спірними. У битві при Малверн-Хілл його дивізія досягла незначного успіху. Армія раділа, а тому винуватців не шукали, проте брудні чутки про Джексона все ж таки з'явилися ".

### Північно-Вірджинська кампанія
Кампанія на півострові ще не була завершена, як Джексона перекинули на північ, щоб запобігти загрозі вторгнення федеральної Вірджинської армії генерала Джона Поупа. Джексон встиг перехопити федеральний авангард (під командуванням генерала Бенкса) та розбити його в битві поблизу Кедрової гори. Цього разу у Джексона було потрійна кількісна перевага, проте раптова атака Бенкса ледь не застала його зненацька. 1-й Вірджинський полк кинувся навтіки, 42-й Вірджинський полк потрапив під фланговий удар і також здригнувся, батареї опинилися під загрозою. Джексон особисто попрямував до місця події, він хотів витягти шаблю, але, оскільки він нею ніколи не користувався, вона заіржавіла в піхвах, так що він почав розмахувати нею прямо з піхвами, кричачи: "Джексон з вами! Збирайтеся, хоробрі хлопці, і — вперед! "Його поява зупинила втікаючих солдат.
Джексону довелося особисто збирати розкидані частини та вести їх в контратаку. Проте бій було виграно, і в результаті фактично почалася Північно-Вірджинська кампанія. В ході цієї кампанії у серпні 1862 р Джексон командував лівим флангом, який пізніше став Другим корпусом. Діючи проти генерала Поупа, Джексон фланговим маневром зайшов в тил федеральної Вірджинської армії (так зв. Рейд на станцію Манассас). 26 серпня його загін вийшов до залізниці Оранж-Олександрія, а 27 серпня захопив і знищив значний федеральний склад у Манассас-Джанкшен. Федеральна бригада Джорджа Тейлора вирушила на перехоплення, але в бою при Юніон-Майлз вона була розбита Джексоном, при цьому загинув сам генерал Тейлор.
Події у Манассаса змусили генерала Поупа залишити оборонний рубіж на річці Раппаханок. Джексон зумів зайняти зручну позицію та змусити Поупа атакувати свої частини. 28-29 серпня, у другій битві при Бул-Рані, Поуп кілька разів атакував загін Джексона, тоді як частини Лонгстріта були ще на підході. 30 серпня Поуп вже вважав Джексона розбитим, але підійшовий Лонгстріт раптово атакував лівий фланг федеральної армії силами 25 000 чоловік і змусив її відступити.
Після битви Джексон кинув свій корпус в обхідний маневр навколо правого флангу супротивника, що призвело до бою при Шантільї 31 травня. Битва закінчилася нічиєю: Джексон не зумів відрізати супротивника від Вашингтона, але федеральна армія втратила 1300 чоловік та двох генералів, що було занадто високою ціною, тому локальний успіх не підняв бойовий дух Вірджинської армії.

### Мерілендська кампанія

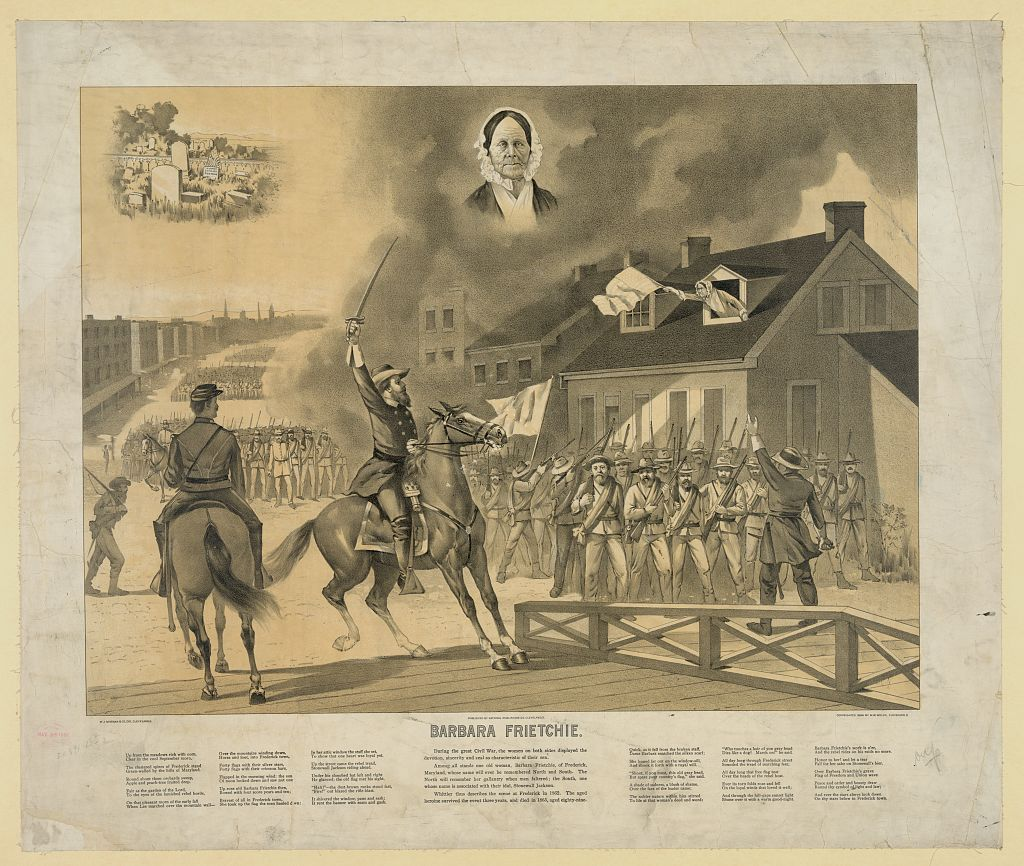
Джексон та Барбара Фрітчі

4 вересня 1862 р. 55-тисячна Північновірджинська армія вступила в Меріленд. Через кілька днів, коли бригади Джексона проходили Фредерік, юніоністка Барбара Фрітчі стала розмахувати прапором США з вікна свого будинку. Проїжджавший повз Джексон заборонив солдатам чіпати жінку. На основі цих подій поет Джон Уіттьєр у 1864 році написав поему «Барбара Фрітчі». Деякі дослідники вважають цю історію міфом. Джон Мосбі згодом писав: "Я їхав позаду Джексона, коли у вересні 1862 р. він рухався на чолі своєї колони через Фредерік, під звуки оркестру, що грає 'My Maryland'. Але я ніколи не чув історії про Барбару Фрітчі, доки не прочитав поему Уіттьєра ".
Генерал Лі припускав, що федеральна армія втратила боєздатність на 3-4 тижні і що це дозволить йому зробити вторгнення в Камберлендську долину та Пенсільванію. Для безпеки комунікацій необхідно було ліквідувати федеральний гарнізон в Харперс-Феррі, і Джексон був для цієї ролі найбільш підходящою кандидатурою. 8 вересня Лі узгодив з ним план дій, а 9 вересня видав «Спеціальний наказ 191». На допомогу Джексону була виділена дивізія Лафайєта Мак-Лоузі.
Генерал Діксон Майлз, командир гарнізону Харперс-Феррі, розмістив свій загін у місті, залишивши без уваги оточувавші місто висоти. 12 вересня Джексон зайняв ці висоти та почав стягувати до них артилерію.
15 вересня генерал Лі зустрівся з вдвічі переважаючими силами федеральної армії поблизу міста Шарпсберг. Того ж дня Джексон встиг взяти штуромом Харперс-Феррі. "Не вперше і далеко не востаннє Джексон зробив, здавалося б, неможливе. Маючи в тилу цілий федеральний корпус, він усе ж таки довів справу до кінця та змусив одинадцятитисячний гарнізон капітулювати ". В полон потрапило 12419 чоловік, жителям півдня дісталося 13 000 гвинтівок, 200 возів, 73 гармати. Це була найбільша капітуляція федеральної армії за всю громадянську війну.
Джексон залишив в Харперс-Феррі дивізію Емброуза Хілла, а інші дві свої дивізії — Лоутона та Старка — відразу відправив на з'єднання з армією Лі та прибув разом з ними до Шарпсберга 16 вересня.
В битві поблизу Шарпсберга Джексону було доручено командувати небезпечним лівим флангом, на який припав основний удар федеральної армії. Його дивізії, які нараховували 7700 осіб, ледве витримали атаку I федерального корпусу, потім XII корпусу і, як наслідок, завдяки допомозі резервів втримали позицію. Федеральному командуванню не вдалося прорвати лівий фланг Північновірджинської армії.

### Фредеріксберг
При реорганізації Північно-Вірджинської армії після Ентітемської битви Лі призначив Джексона командиром другого корпуса, і 6 листопада 1862 року «Кам'яна стіна» отримав чин генерал-лейтенанта.
В середині листопада 1862 року корпус Джексона, чисельністю 34000 чоловік, розміщувався в околицях Вінчестера у долині Шенандоа. Корпус Лонгстріта (31000 осіб) стояв під Фредеріксбергом. 23 листопада, помітивши наступальні маневри Потомакської армії, генерал Лі відправив Джексону листа з проханням перемістити свій корпус на схід від Блакитного хребта. За словами Фрімана, цей лист демонструє, наскільки Лі довіряв Джексону на той момент. Лі пише, що не дуже розуміє, як найкраще використовувати корпус Джексона, і рекомендує генералу розмістити його там, де йому здасться найбільш розумним.

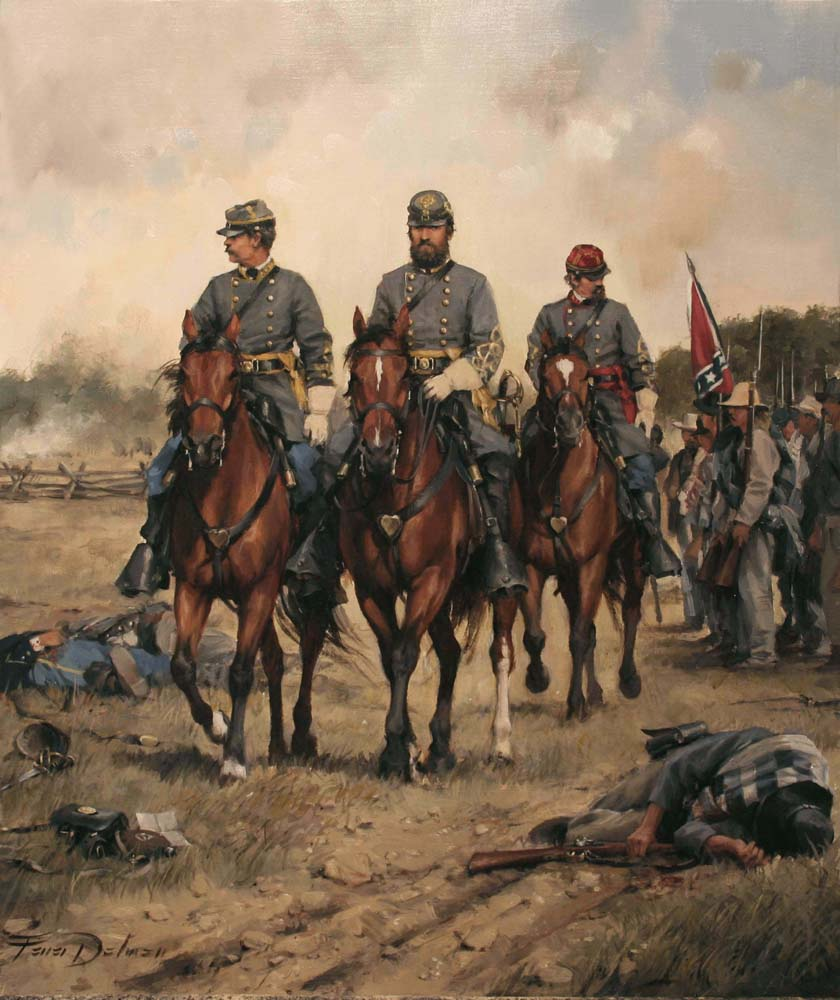
Джексон на картині іспанського художника Огусто Феррера-Далмо

Однак Джексон вже сам усвідомив необхідність маневру та покинув Вінчестер вже 22 листопада. Корпус пройшов 175 миль, і 29 листопада Джексон особисто з'явився в штаб генерала Лі у Гамільтонс-Кроссінг. За вечерею вони обговорили ситуацію, і Лі порадив Джексону зайняти позицію на схід корпусу Лонгстріта на той випадок, якщо федерали спробують форсувати Раппаханок нижче за течією відносно Фредеріксберга. 1 грудня корпус почав марш до нових позицій, хоча Джексон був проти того, щоб давати бій на березі Раппаханока. «Ми виграємо битву у Фредеріксберга, але не зможемо скористатися її плодами», — сказав він генералу Хіллу.
Вранці 12 грудня генерал Лі переконався, що супротивник має намір атакувати висоти під Фредеріксбергом, а тому викликав дивізії Джексона на з'єднання з основною армією. Протягом дня Джексон був вже на позиції. «Джексон, що ви думаєте робити з усіма цими людьми?» — Запитав його Лонгстріт, маючи на увазі федеральну армію. «Я пригощу їх багнетом», — відповів Джексон.
У битві при Фредеріксберзі Джексон утримував правий (менше укріплений) фланг армії Конфедерації та зумів витримати потужну атаку дивізії Міда. Незадовго до битви, 23 листопада, він отримав повідомлення про народження дочки — Юлії Лори Джексон .

### Чанселорсвілл
Битва під Чанселорсвіллом (відома також як «Битва в глушині») стала останнім боєм Джексона та найзнаменитішим в його кар'єрі. У ті дні генерала Лонгстріта відправили під Саффолк, і з його корпусу залишилися лише дві дивізії, якими тимчасово командував сам генерал Лі. У корпусі Джексона числилися чотири дивізії, і таким чином, під його командуванням перебувало 2/3 всієї армії на полі бою. 26 квітня 1863 року три федеральних корпуса почали марш в обхід Північно-Вірджинської армії з заходу. 1 травня Лі перекинув їм навперейми дві свої дивізії, потім підійшла дивізія Роудса з корпусу Джексона, і розпочався бій, який затих лише ввечері. Джексон передбачив, що федералісти після цього підуть назад за річку: "До завтрашнього ранку, сказав він, нікого з них на цій стороні річки вже не буде ". Проте Лі віднісся до цього скептично.

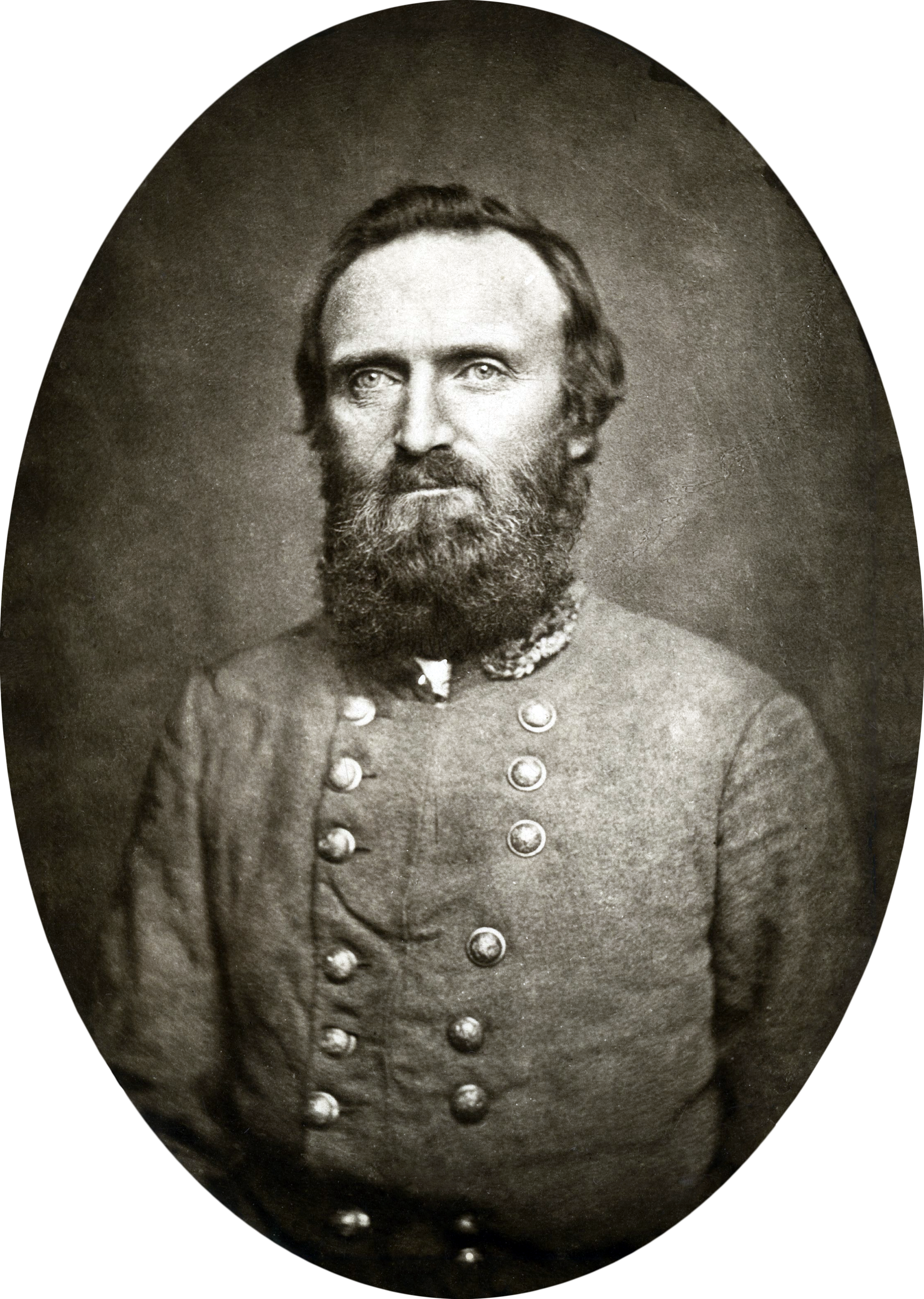
Портрет генерала Джексона, зроблений у Вінчестері у 1862 році

Вночі розвідка донесла, що правий фланг супротивника нічим не прикритий і кавалерійські пікети також відсутні. Одночасно деякі офіцери висловили свій сумнів у можливості лобової атаки супротивника, який зайняв досить-таки сильну позицію. Лі вирішив обійти супротивника з флангу та велів з'ясувати можливі шляхи такого обходу. Виконання всього маневру Лі поклав на Джексона. Рано вранці на останній нараді Лі запитав: «Генерал Джексон, що ви маєте намір робити?» Джексон відповів: «Піти цим ось шляхом», і показав маршрут на карті. «Якими ж силами ви збираєтеся здійснити цей маневр?» — запитав Лі. «Усім своїм корпусом», — відповів Джексон.
Таким чином, залишивши перед фронтом супротивника лише дві дивізії, Джексон забрав інші три (Роудса, Колстона і Хілла) та вийшов у фланг федеральної армії. Вони атакували XI-й корпус генерала Олівера Ховарда 2 травня о 17:15 та змусили його рятуватися втечею. «На нас обрушилися тьма, Джексон і жах», — згадував пізніше один солдат-федераліст.

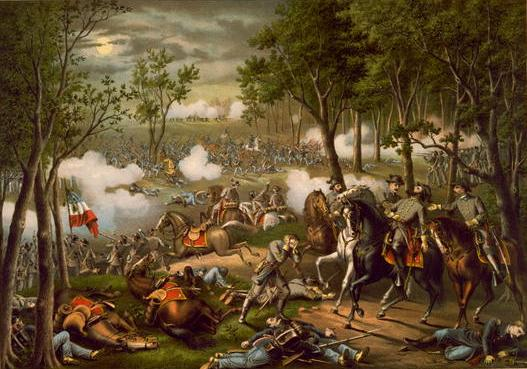
Поранення Джексона

Увечері Джексон задумував здійснити другу атаку, а тому виїхав для рекогносціровки за межі розташування лівого флангу своєї армії. В цей час зав'язалася перестрілка, і Джексон повернув назад. Солдати 18-го Північнокаролінського полку (з бригади Лейна) закричали: «Кавалерія янкі!», І майор Джон Беррі, котрий не знав про присутність Джексона, наказав відкрити вогонь. У книзі історика Джеймса Брайанта сцена описана так: «Після першого залпу лейтенант Джозеф Моррісон, родич Джексона та один з його штабних офіцерів, які перебували разом з ним, поскакав до конфедератів, кричачи: „Припиніть стрілянину! Ви стріляєте по своїм!“ Голос майора Джона Беррі, командира 18-го Північнокаролінського на цій ділянці, пролунав у відповідь: „Чий це наказ? Це брехня, стріляйте, хлопці!“»
Джексон отримав три кулі, одну з них — в руку. Вперше почувши про поранення Джексона від капітана Уілборна, генерал Лі вигукнув: «Ах, капітан, будь-яка перемога коштує занадто дорого, якщо вона позбавляє нас генерала Джексона, нехай навіть і на короткий час!»

### Загибель
Через темряву та плутанину своєчасну медичну допомогу надати не вдалося. При евакуації його упустили з носилок під час артилерійського обстрілу. Лікар Хантер МакГуір вирішив ампутувати руку. Джексона доставили на плантацію Томаса Чандлера, який запропонував йому свій будинок, але Джексон віддав перевагу невеликому будиночку неподалік. Він уже видужував, але біль в грудях, який приймали за наслідки травми, виявилися пневмонією, і Джексон помер 10 травня 1863 року.
Ампутована рука Джексона була похована окремо, поблизу польового госпіталю.

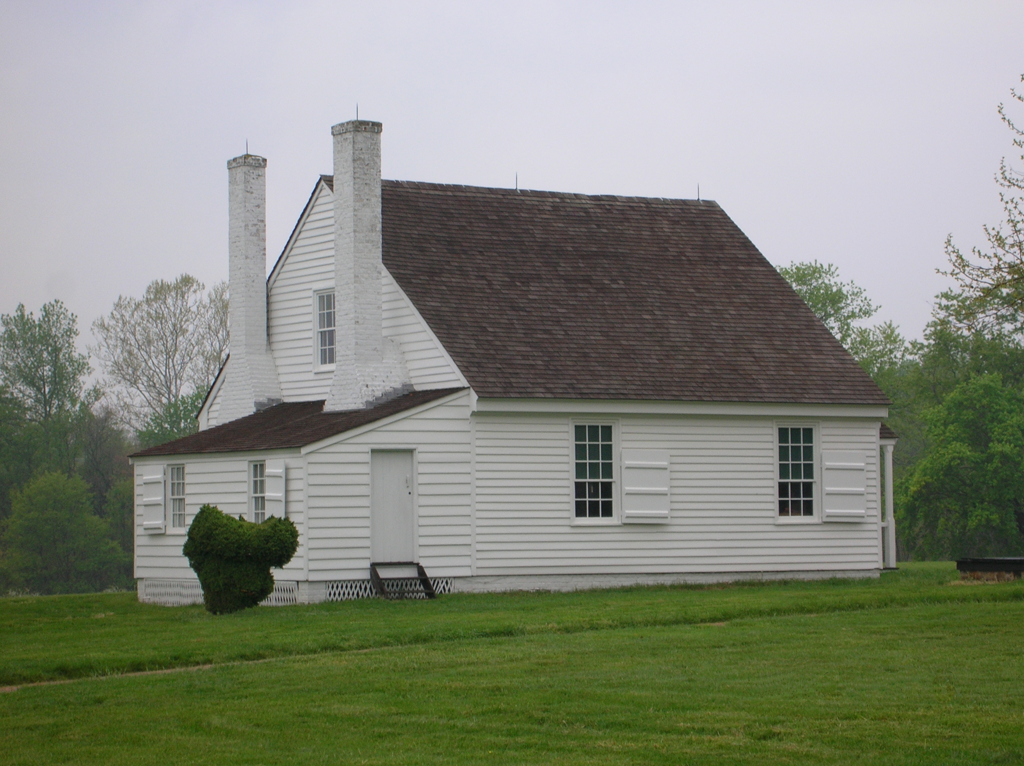
Будинок на плантації, де помер Джексон. Гвінея-Стейшн, Вірджинія

Роберт Лі сказав, дізнавшись про поранення Джексона: «Він втратив ліву руку, а я позбувся правої» .
Лікар МакГуір згадував, що в останні години життя Джексон розмовляв зі своїми офіцерами, з дружиною і дітьми. Іноді він приходив в свідомість, і МакГуір одного разу запропонував йому бренді з водою, але Джексон відповів: "Це тільки віддалить мій відхід, це не добре. Я хочу зберегти свою свідомість, якщо можливо, до кінця ". Перед смертю він кричав в маренні: "Накажіть генералу Хіллу приготуватися! Відправити піхоту на фронт! Скажіть майору Хоуксу … ", та замовк, не закінчивши фрази. На його обличчі з'явилася усмішка, і він вимовив тихо та виразно: «Ми повинні перейти річку та відпочити там в тіні дерев».
Саме ця фраза мається на увазі в назві одного з найкращих романів Ернеста Хемінгуея «За рікою, в тіні дерев».
Тіло Джексона було доставлене в Річмонд, а звідти — в Лексінгтон, в Вирджинський військовий інститут. Звідти воно було відвезене в пресвітеріанську церкву для відспівування, а потім поховане на родинній ділянці на Лексінгтонському пресвітеріанському кладовищі. Згодом захоронення було перенесене в центр кладовища.
У 1891 році на його могилі була встановлена статуя, на відкритті пам'ятника зібралося 30 000 чоловік. «У центрі уваги всього міста виявилися живі ветерани з бригади» Кам'яної стіни ", одягнені в вилинялі та роздерті сірі уніформи. У ніч перед відкриттям пам'ятника всі колишні солдати Джексона несподівано зникли. Пошук привів городян на кладовище, де солдати розташувалися на своїх ковдрах навколо статуї Джексона. ".
Існує поширена думка, що Джексон любив лимони, тому відвідувачі Лексінгтонського кладовища часто залишають їх на могилі Джексона.

## Думки про нього
Джексон заслужив славу найбільш агресивного та рішучого генерала армії, але водночас і найобережнішого. Генерал Гордон писав про нього: "При всій своїй хоробрості та явному прагненні битися він був одним з найбільш обережних людей. Його страхітливі марші були наслідком саме його обережності. Замість того щоб кидати людей у «чудові» фронтальні атаки на укріплення, він надавав перевагу важким маршам, з тим щоб завдати свій удар у фланг. Його переконання в тому, що краще втратити сто людей на марші, ніж тисячу в бою, доводить правильність моєї впевненості в його обережності ".
Той ж Гордон наводить думку генерала Лі, висловлену вже після війни: "Якби Стоунуолл Джексон був зі мною під Геттісбергом, я б виграв бій, і тоді нам дісталися б і Вашингтон, і Балтімор, навіть якщо не Філадельфія, і незалежність Конфедерації була б гарантованою ".
Мері Чеснат у своєму знаменитому «Щоденнику» писала: "Всяка людина може пишатися тим, що вона билася в бригаді Кам'яної стіни. Але, повірте, це було дуже непросто, як говорили всі, хто коли-небудь служив при ньому. Він віддавав накази швидко, чітко, і їхав, не допускаючи питань або протестів. Це було приблизно так: «Дивись — ось те місце — візьми його!» І якщо в тебе не вийде, ти заарештований. Коли доповіш, що виконав завдання, він тільки скаже «Добре!» "
"Цей вірджинець … явно народився не в свій час. … В століття пару, залізниць та електричного телеграфу його релігійний фанатизм виглядав дещо незвично. До місця і не до місця він сипав цитатами з Біблії та рішуче у всьому бачив Божественне провидіння «, — писав про Джексона Кирило Маль, автор книги» Громадянська війна в США 1861—1865 "[88].
"Вимогливий до дисципліни, нетовариський у відносинах з офіцерами, похмурий кальвініст по своїй натурі, цей дивний тридцятивосьмирічний молодий солдат здавався багатьом своїм товаришам ексцентричним, якщо не божевільним. Юелл в розмовах з друзями зізнавався, що Джексон був, безсумнівно, божевільним ", — так характеризував Фріман Джексона в момент початку кампанії у долині Шенандоа .

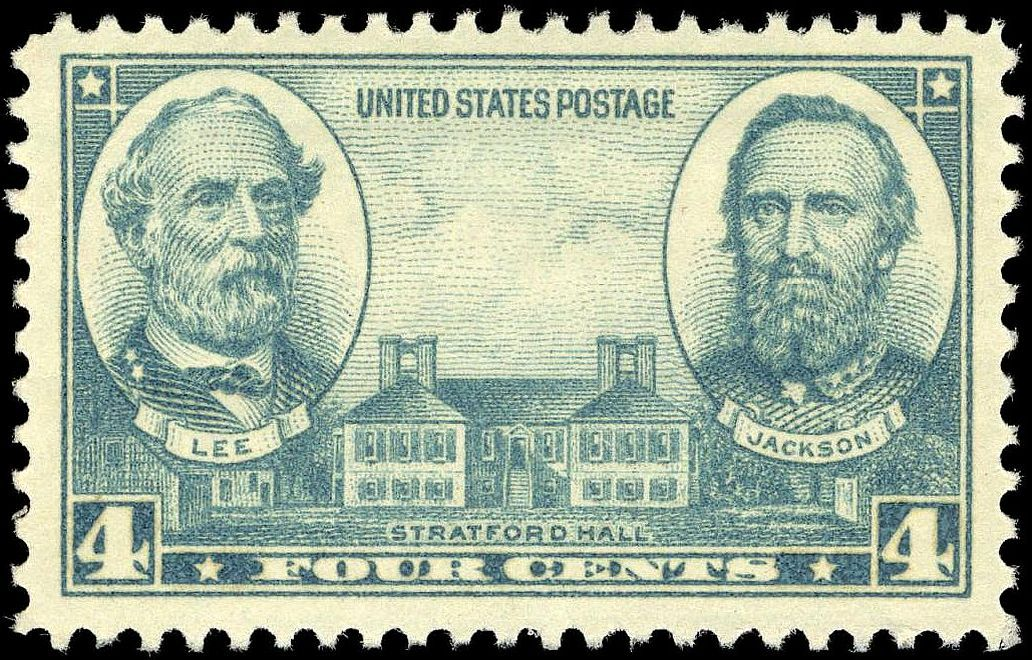
Роберт Лі та Джексон на марці 1937 року

Деякі сучасники Джексона оцінювали його негативно. Генерал Вільям Пендер, в той час командир однієї з бригад Джексона, писав дружині, що Джексон коли-небудь вб'є армію своїми довгими маршами і що він нездатний зрозуміти, що люди можуть втомлюватися, хотіти їсти або спати.
Джозеф Лоусон, вільний негр з Фредеріксбергу, згодом розповідав, що «генерал Стоунволл був жахливою людиною». "Знаєте, чим він годував їх [своїх людей]? Три рази на день кожен отримував по колоску пшениці ". Він говорив, що Джексон, можливо, був «мед» як генерал, але «чума» як людина .
Серед людей, які несхвально ставляться до Джексона, була і його рідна сестра, Лаура-Енн Джексон (з 1844 року — Лаура Джексон Арнольд). Вона була переконаною юніоністкою, і коли до неї дійшли чутки про смерть брата, вона, за словами одного офіцера-пенсильванця, була засмучена, але сказала, що все ж краще йому померти, ніж бути вождем армії бунтівників.
На думку деяких психіатрів, Джексон міг страждати синдромом Аспергера.

## Нащадки
Єдина дочка Джексона, Юлія, у 1885 році вийшла заміж за Вільяма Едмунда Крістіана, редактора газети «Charlotte Democrat». Вона померла 30 серпня 1889 року від тифу. Єдиний син Юлії, Томас Джонатан Джексон Крістіан, дослужився до бригадного генерала армії США та помер в 1952 році. Його син Томас Джонатан Джексон-молодший, який народився в 1915 році, став військовим льотчиком, брав участь у Другій світовій війні та був збитий над Аррасом в 1944 році. Тіло правнука «Кам'яної стіни» так і не було знайдене.

## Пам'ять
Джексон зображений на знаменитому барельєфі на горі Стоун Маунтін в Джорджії, разом з Робертом Лі та Джефферсоном Девісом.

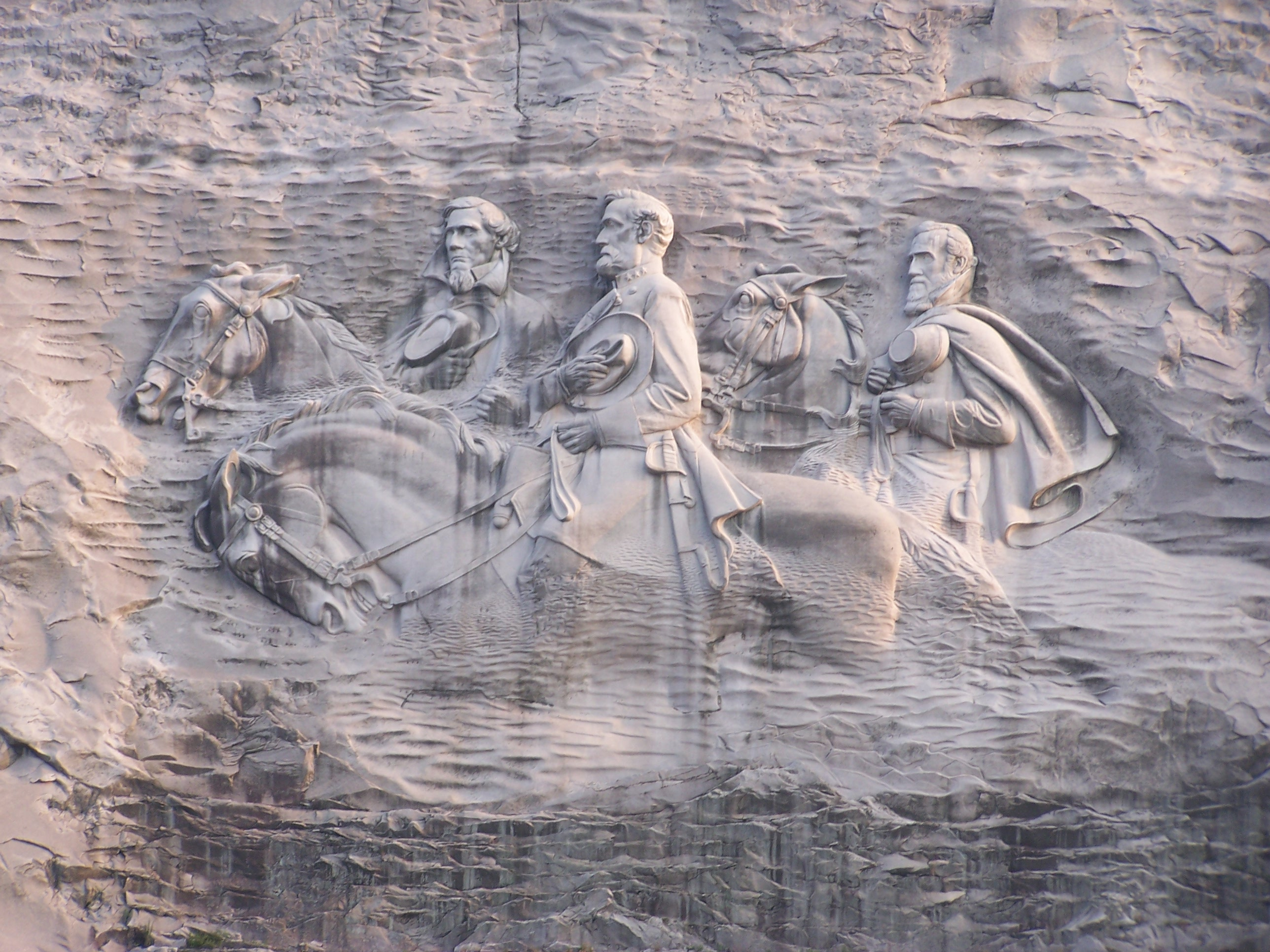
Барельєф на горі Стоун Мартін

У штаті Вірджинія з 1904 року існує офіційне свято — «День Джексона та Лі». Відзначається в п'ятницю перед третіми понеділком січня.
Американська 90-мм самохідна гармата M36 отримала прізвисько «Джексон» на честь генерала.
Ім'ям Джексона в 1964 році була названий атомний підводний човен «USS Stonewall Jackson».
Ще за життя Джексона його ім'ям («Stonewall Jackson») був названий колісний пароплав, один з проривателей блокади. Пароплав був знищений 12 квітня 1863 року поблизу узбережжя Південної Кароліни, за місяць до загибелі самого Джексона. За рік до цього федеральним флотом був потоплений бойовий пароплав «CSS Stonewall Jackson».
На честь Джексона названі міста Стоунуолл у Вірджинії, Північній Кароліні, Алабамі, Міссісіпі, Луїзіані, Оклахомі, Техасі і Кентуккі, а також округ Стоунуолл в Техасі.
116-та піхотна бригада США, частина 29-ї піхотної дивізії, веде своє походження від «Бригади кам'яної стіни». На наплічна шевроні військовослужбовців зображений Джексон верхи на коні.

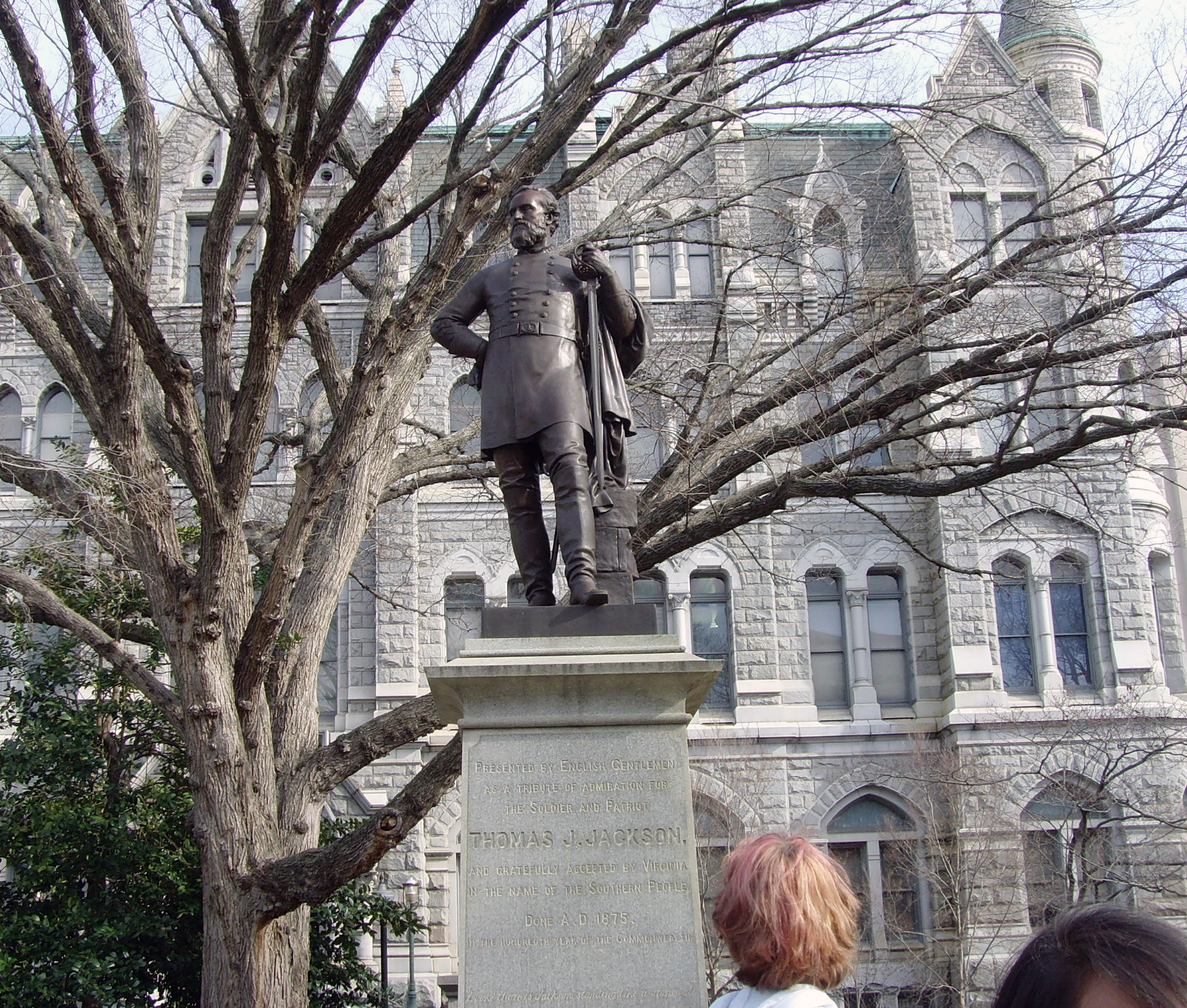
У Річмонді
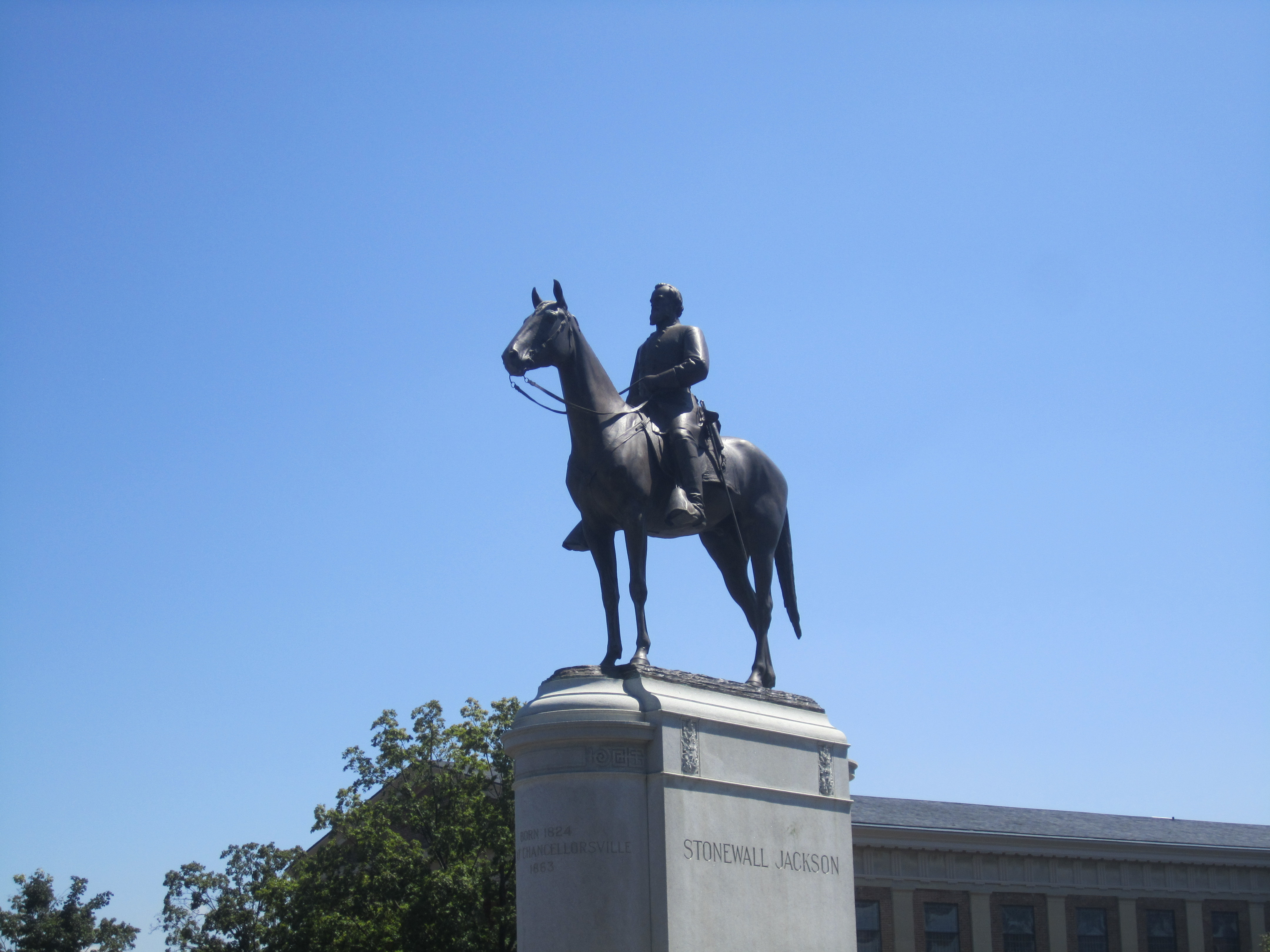
На Монумент-Авеню
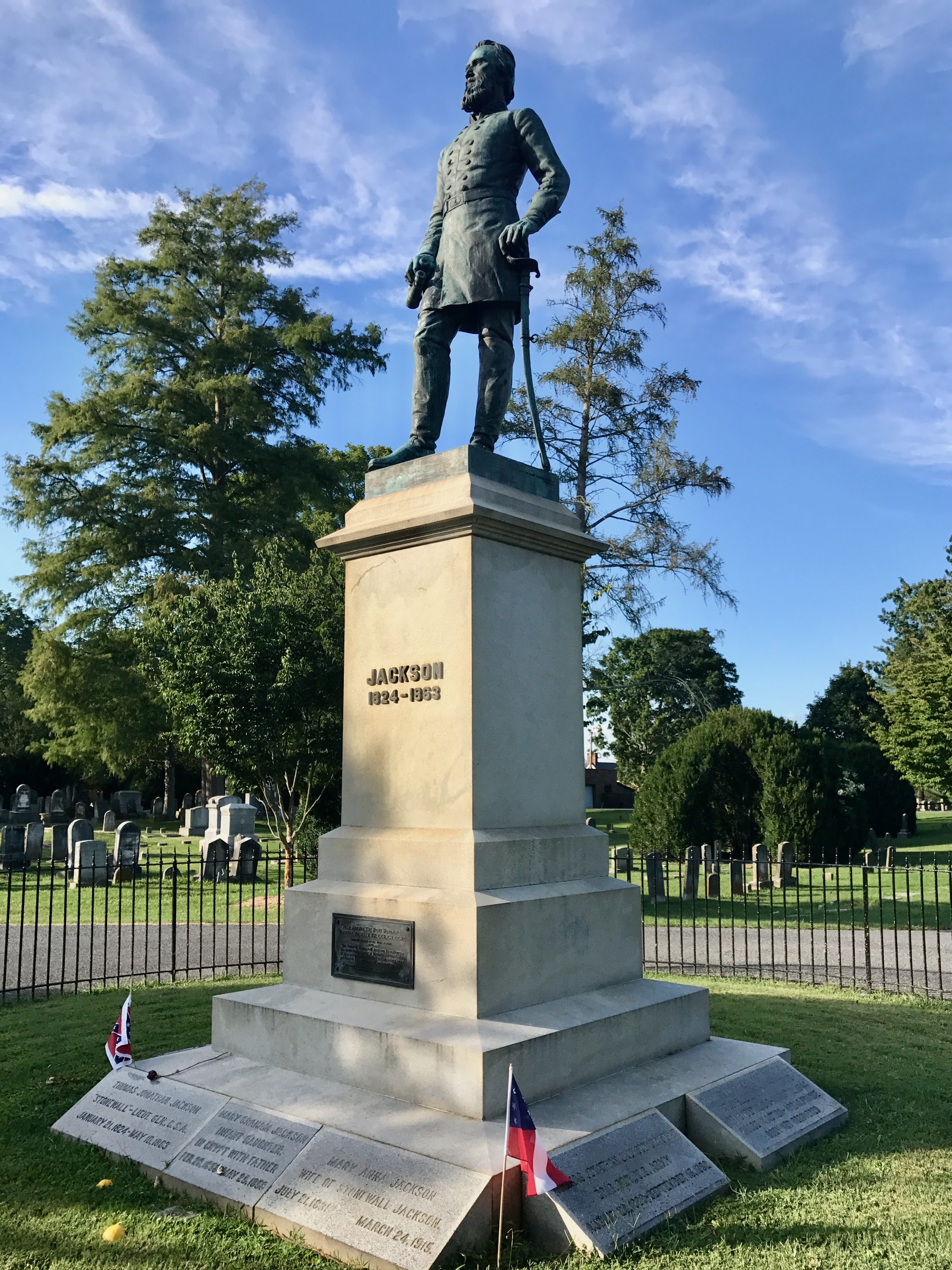
У Лексінгтоні
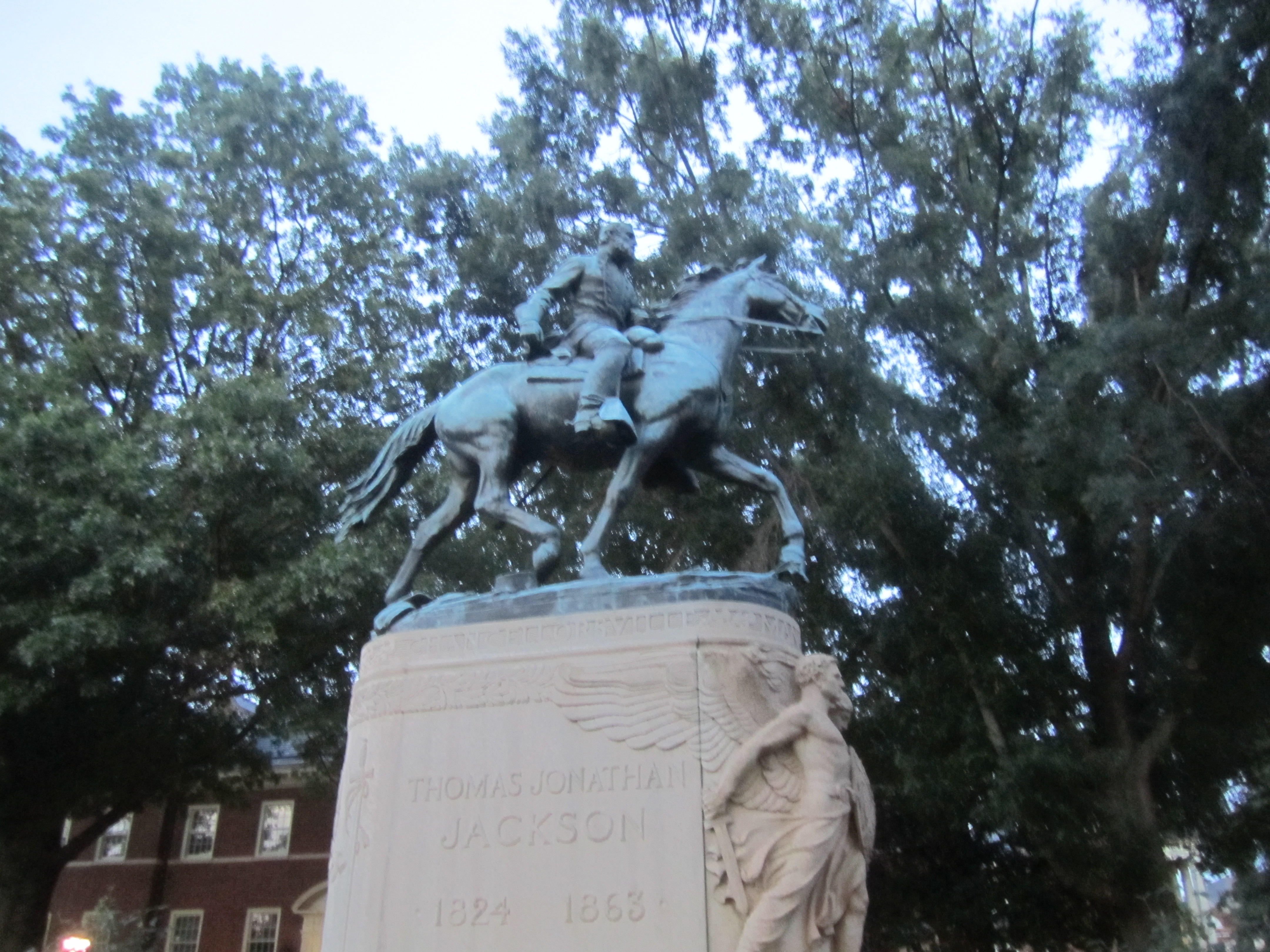
У Шарлоттсвіллі